# Желтуша
Желтуша (болг. Жълтуша) — село в Болгарии. Находится в Кырджалийской области, входит в общину Ардино. Население составляет 4445 человек.

## Политическая ситуация
В местном кметстве Желтуша, в состав которого входит Желтуша, должность кмета (старосты) исполняет Камен Митков Буров (Союз демократических сил (СДС)) по результатам выборов.
Кмет (мэр) общины Ардино — Ресми Мехмед Мурад (Движение за права и свободы (ДПС)) по результатам выборов.